# Cap de Cavalleria
El Cap de Cavalleria és un promontori de 90 m que forma un cap de la costa nord de Menorca que es troba el municipi d'Es Mercadal.
Al seu extrem hi ha un far de segon ordre, el més important de l'illa que data del 1859.
A prop de la platja es troba el cap de cavalleria, el punt més septentrional de l'illa de Menorca i en el qual s'alça un far elevat sobre un penya-segat de 94 metres que ofereix una espectacular panoràmic de la costa nord. El far de Cavalleria és el segon far més antic de l'illa. Construït el 1857 després d'haver registrat vuit naufragis al litoral l'any anterior, el seu feix de llum arriba fins a 36 milles. Abans d'arribar aquest punt es passa pel costat del port natural de Sanitja, el tercer en importància de l'illa fa 2.000 anys, quan se li denominava Sanisera. A la part oposada a la cala destaquen les excavacions d'un jaciment arqueològic que suposa un dels millors testimonis de l'estada dels romans a Menorca.